# Janvier 1944
Cette page présente les faits marquants du mois de janvier 1944.
Les événements concernant la Seconde Guerre mondiale sont détaillés dans l'article Janvier 1944 (Seconde Guerre mondiale).

## Événements
- 1er janvier :
  - l’Ukraine est reprise par l’Armée rouge, qui prend Olevsk, à l’ouest de Kiev, et atteint la frontière polonaise de 1939 ;
  - création des FFI (Forces françaises de l'intérieur) qui regroupent différentes formations militaires de la Résistance ;
  - Darnand nommé Secrétaire général au maintien de l'ordre.
  - Création des forces aériennes stratégiques américaines en Europe.

- 4 janvier au 19 mai : bataille du Mont Cassin en Italie.

- 5 janvier : les MUR se transforment en Mouvement de libération nationale (MLN) par intégration des mouvements de la zone Nord.

- 6 janvier : Henriot nommé Secrétaire d'État à l'information et à la propagande.

- 8 janvier :
  - Canada : Thibaudeau Rinfret est nommé juge en chef à la cour suprême.
  - Premier vol du prototype d'avion à réaction Lockheed P-80 Shooting Star.

- 11 janvier :
  - le parti nationaliste Istiqlal publie un manifeste pour l’indépendance du Maroc;
  - à la suite du procès des hiérarques fascistes qui ont voté la motion Grandi le 24 juillet 1943 à Vérone, Ciano et d’autres dirigeants arrêtés sont condamnés à mort et exécutés.

- 12 janvier : conférence Churchill-de Gaulle à Marrakech.

- 20 janvier : loi créant les « Cours martiales de la Milice » en France.

- 22 janvier : opération Shingle. Débarquement anglo-américain à Nettuno et à Anzio, 55 km au sud de Rome.

- 26 janvier : le président argentin Pedro Pablo Ramírez rompt les relations diplomatiques avec l'Axe et Vichy.

- 27 janvier :
  - la Milice étend ses activités en zone Nord;
  - Leningrad fête la levée du blocus allemand en place depuis deux ans et demi.

- 28 - 29 janvier : un congrès des comités d’Italie du Sud exige l’abdication du roi comme condition d’entrée des antifascistes au gouvernement. Churchill réagit violemment en rappelant qu’il ne reconnaissait comme interlocuteurs que Badoglio et le roi. Une période de tension s’ensuit entre antifascistes et Alliés jusqu’au 21 avril.

- 30 janvier : la France libre réunit la conférence de Brazzaville (fin le 8 février). De Gaulle affirme la nécessité d’engager les colonies « sur la route des temps nouveaux ». L’idée d’autonomie dans les colonies est écartée.

## Naissances
- 1er janvier : 
  - Ali Osmane Taha, homme politique soudanais.
  - Abdul Hamid, avocat et un homme d'État bangladais.
- 2 janvier : Péter Eötvös, compositeur et chef d'orchestre hongrois († 24 mars 2024).
- 5 janvier : Carolyn McCarthy, femme politique américaine († 26 juin 2025).
- 6 janvier : Alan Stivell, auteur-compositeur-interprète breton.
- 9 janvier : Jimmy Page, guitariste anglais.
- 11 janvier : Aguila Salah Issa, homme libyen.
- 12 janvier : Vlastimil Hort, joueur d'échecs tchécoslovaque puis allemand († 12 mai 2025).
- 13 janvier : Ferenc Petrovácz, tireur sportif hongrois († 14 août 2020).
- 17 janvier : Françoise Hardy, auteur-compositeur-interprète française († 11 juin 2024).
- 18 janvier : Alexander Van der Bellen, homme politique autrichien, président fédéral depuis 2017.
- 19 janvier : Shelley Fabares, actrice, chanteuse et productrice américaine.
- 20 janvier : Alain Satié, peintre et sculpteur français († 6 février 2011).
- 26 janvier : Louis Gallois, haut fonctionnaire et dirigeant d'entreprise français.
- 28 janvier : Susan Howard, actrice américaine.

## Décès
- 10 janvier : Fernando Magalhães, médecin-obstétricien brésilien, créateur de l'école brésilienne d'obstétrique (° 18 février 1878).
- 11 janvier : exécution de Galeazzo Ciano.
- 22 janvier : Ernest Cracco, peintre belge (° 23 août 1864).
- 23 janvier : Edvard Munch, peintre norvégien (° 12 décembre 1863).
- 31 janvier : Jean Giraudoux.